# FC Suðuroy
El FC Suðuroy es un club de fútbol de Islas Feroe de la ciudad de Vágur. Fue fundado en 2005 y juega en la 2. deild, la tercera división del fútbol de Islas Feroe.

## Palmarés
- 1. deild: 2011.

## Entrenadores
- Jón Pauli Olsen (2010–11)
- Pól F. Joensen (2011 – 22 de mayo de 2012)
- Tórður Wiberg Holm,  Bogi Mortensen y  Egill Steinþórsson (interino) (22 de mayo de 2012 – 29 de mayo de 2012)
- Saša Kolman (29 de mayo de 2012 – 31 de octubre de 2012)
- Jón Johannesen (13 de noviembre de 2012– 22 de julio de 2014)[1]
- Jón Pauli Olsen (1 de agosto de 2014 – )[2]